# Ernst Middendorp
Ernst Middendorp (* 28. Oktober 1958 in Freren) ist ein deutscher Fußballtrainer.

## Trainerlaufbahn
Vor seiner professionellen Trainerlaufbahn arbeitete Middendorp von 1986 bis 1994 an verschiedenen Berufsschulen als Lehrer für Ökonomie, Politik und Informatik.
Middendorp war insgesamt dreimal Trainer bei Arminia Bielefeld: zunächst in den Jahren 1988 bis 1990, dann erneut von 1994 bis 1998. Während seiner zweiten Anstellung führte er die Arminia von der Regionalliga in die Bundesliga. Nachdem er im März 2007 zum dritten Mal Cheftrainer der Arminia geworden war, wurde er nach einer Niederlagenserie (ein Sieg aus elf Punktspielen) am 10. Dezember 2007 von allen Aufgaben im Verein freigestellt. Somit wurde auch dieses Engagement bei der Arminia, wie schon die beiden vorherigen, vorzeitig beendet. Kurz vor der Freistellung hatte Middendorp seinen Vertrag bei den Ostwestfalen bis 2009 mit Option auf eine weitere Saison im Falle des Klassenerhalts in der Saison 2007/08 verlängert.
Anfang April 2009 wurde Middendorp Nachfolger des kurz zuvor entlassenen Michael Kulm als Cheftrainer bei Rot-Weiss Essen. Der Verein trennte sich jedoch nach vier Niederlagen in fünf Ligaspielen von ihm. Am 6. Mai 2009 einigte man sich nach 29 Tagen auf eine vorzeitige Auflösung des auf zwei Jahre angesetzten Vertrages. Bereits einen Tag später unterschrieb Middendorp einen Einjahresvertrag beim 13-maligen zyprischen Meister Anorthosis Famagusta.
Bereits am 24. Juli 2009 gab Anorthosis Famagusta auf der vereinseigenen Homepage bekannt, dass Middendorp nach dem enttäuschenden Aus in der zweiten Qualifikationsrunde der UEFA Europa League gegen OFK Petrovac entlassen wurde.
Mitte November wurde bekannt, dass Middendorp erneut nach Südafrika wechselt. Er wurde als neuer Trainer des Erstligisten Maritzburg United vorgestellt; zuvor war er bereits von 2005 bis 2007 bei den Kaizer Chiefs in Johannesburg als Trainer tätig gewesen. Am 12. März 2011 wurde er bei Maritzburg United entlassen, weil er nach Vereinsangaben seine Spieler im Fernsehen heftig beschimpft hatte. Am 30. September 2011 wurde Middendorp bei seiner nächsten Station in Südafrika, den Lamontville Golden Arrows, trotz eines 2:1-Sieges gegen seinen ehemaligen Klub Kaizer Chiefs entlassen.
Von Januar 2012 bis Oktober 2013 saß er wieder bei Maritzburg United auf der Trainerbank, obwohl er dort erst zehn Monate zuvor entlassen worden war. Am 10. Oktober 2013 löste Middendorp seinen Vertrag, um zum Ligakonkurrenten Bloemfontein Celtic zu wechseln. Nach den Stationen Chippa United FC und Free State Stars war er von 2015 bis 2016 wieder Cheftrainer bei Maritzburg United. Es folgte ein Jahr bei Bangkok United, ehe Middendorp zu den Kaizer Chiefs zurückging. Dort wurde er nach zwei Saisons ohne Titel und einer leichtfertig verspielten Meisterschaft im September 2020 entlassen.
In den Jahren von 2020 bis 2022 trainierte Middendorp zum vierten Mal Maritzburg United, im Dezember 2022 wurde er Cheftrainer beim südafrikanischen Erstligisten Moroka Swallows FC. Im Jahr 2023 folgten kurzzeitige Engagements beim SV Meppen sowie beim tansanischen Erstligisten Singida Fountain Gate FC, die er jeweils selbst beendete, da er mit den Bedingungen vor Ort unzufrieden war.
Mitte November 2023 wurde bekannt, dass Middendorp das Traineramt beim abstiegsgefährdeten südafrikanischen Erstligisten Cape Town Spurs übernehmen werde.

### Jahrhunderttrainer der Arminia
Anlässlich des 100-jährigen Vereinsjubiläums von Arminia Bielefeld im Jahr 2005 wurde Middendorp zum „Trainer des Jahrhunderts“ gewählt. Die Stellungnahme des Vereins zum Wahlergebnis lautete: Er „baute Ende der 80er aus dem Nichts eine völlig neue, identitätsstiftende Mannschaft auf und führte Arminia in seiner zweiten Amtszeit von der Regionalliga in die Bundesliga. Brillanter Motivator, allerdings nicht im Besitz eines Diplomatenpasses.“

### Middendorp beim VfL Bochum
Nach dem Abstieg aus der Bundesliga löste Middendorp im Sommer 1999 Klaus Toppmöller als Trainer des VfL Bochum ab. Ziel war die sofortige Rückkehr ins Oberhaus. Nach zwei Siegen aus den ersten beiden Spielen war der VfL Tabellenführer. Da jedoch die nächsten sieben Spiele nicht mehr gewonnen wurden, rutschte man nach zwei klaren Heimniederlagen gegen Energie Cottbus und Tennis Borussia Berlin (2:6) auf einen Abstiegsplatz ab und trennte sich von Middendorp. Nachfolger wurde vorübergehend Bernard Dietz, der zum Jahreswechsel von Ralf Zumdick abgelöst wurde. Bochum schaffte am Saisonende als Zweiter noch den Wiederaufstieg in die Bundesliga.

## Buchveröffentlichungen
- Resilience: The Ernst Middendorp Authorised Biography[14]